# 동해신묘
동해신묘는 동해 용왕신에게 풍농풍어(豊農豊魚)와 안녕을 기원하기 위하여 국가차원의 제사를 지내던 곳으로, 강원특별자치도 양양군에 위치한다. 

## 개요
한국은 일찍이 산천과 바다에 제사를 지냄으로써 풍요와 안녕을 기원했다. 특히 동해안 지역은 경지 면적이 부족하여 신라 시대부터 험난한 바다에서 어로 활동을 해왔기에, 용왕을 주요 신령으로 모셔 제사를 지냈다. 마을 차원에서도 바닷가 마을에만 존재하는 마을제당인 해신당이 있었다. 동해안 연해에 있는 고성, 양양, 강릉, 동해, 울진, 삼척 등의 해안 마을에서도 마을 전체를 관장하는 서낭당과 함께 해신당이 있는 마을이 매우 많다.
동해신묘 또한 이와 같은 해안지역의 민간신앙 전통이 이어져온 신묘로, 고려 공민왕 19(1370)에 세워진 것으로 추정되며 조선 초기에 중사(국가적 제사로 대, 중, 소사의규모 중 중간)로 제정되어 매년 봄, 가을에 제사를 지내왔다. 그러나 조선시대 순종 2년(1908) 일제의 공작으로 인해 비석이 잘리고 건물이 철폐되었다가 1993년부터 양양군에 의해 복원사업이 추진되었다. 이러한 긴 역사의 용왕제는 현재에도 전승되어 매년 낙산해수욕장과 설악해수욕장 등 주요 해수욕장 개장식과 함께 ‘양양 동해신묘 여름해변 용왕제’를 올린다.